# NGC 254

NGC 254

NGC 254 هي مجرة تتبع كوكبة معمل النحات. اكتشفها جون هيرشل في 28 سبتمبر 1834.

## روابط خارجية
- NGC 254 على موقع ويكي سكاي: DSS2, SDSS, GALEX, IRAS, Hydrogen α, X-Ray, Astrophoto, Sky Map, Articles and images